# 森重卓
森重 卓（もりしげ たく、1976年10月3日 - ）は、日本のベーシスト。三重県鈴鹿市出身。血液型B型。通称:MORRISSEY（モリッシー）。
主にサポートベースとして活動。
FAKE?、SHUUBI、STRAY PIG VANGUARD、TAMAMIZU、DIG DAGのサポートをこなした。
現在は大阪府堺市でアニソンバー☆よろずやのマスターをしている。